# Портрет Дениса Васильевича Давыдова
«Портрет Дениса Васильевича Давыдова» — картина Джорджа Доу и его мастерской из Военной галереи Зимнего дворца.
Картина представляет собой погрудный портрет генерал-майора Дениса Васильевича Давыдова из состава Военной галереи Зимнего дворца.
К началу Отечественной войны 1812 года подполковник Давыдов служил в Ахтырском гусарском полку, командовал отдельным партизанским отрядом и блестяще проявил, себя действуя на тыловых коммуникациях Великой армии, за отличие произведён в полковники. Во время Заграничных походов 1813—1814 годов находился во множестве сражений с французами, за бой при Монмирале получил чин генерал-майора.
Изображён в офицерском ментике Ахтырского гусарского полка, введённом в 1809 году, на плечи наброшена генеральская шинель. Справа на груди крест ордена Св. Георгия 4-го класса и серебряная медаль «В память Отечественной войны 1812 года» на Андреевской ленте, через плечо переброшена лядуночная перевязь. С тыльной стороны картины надпись: Denis Davidoff. Подпись на раме: Д. В. Давыдовъ 2й, Генералъ Маiоръ. Среди наград должны быть показаны не изображённые художником кресты орденов Св. Анны 2-й степени и Св. Владимира 3-й степени, которыми Давыдов был награждён в 1807 и 1812 годах, а также золотой крест «За победу при Прейсиш-Эйлау» и крест прусского ордена Пур ле мерит, которые он получил в 1807 году.
7 августа 1820 года Комитетом Главного штаба по аттестации Давыдов был включён в список «генералов, заслуживающих быть написанными в галерею» и 19 мая 1822 года император Александр I приказал написать его портрет. 22 июля 1822 года Давыдов писал в Инспекторский департамент Военного министерства: «Будучи одержим сильным ревматизмом уже третий год, я не прежде могу быть в Санкт-Петербурге, как по совершенном моём выздоровлении». В литературе упоминается письмо Давыдова на французском языке, адресованное Доу, в котором он спрашивал о возможности прислать свой портрет художнику для снятия копии, а также интересовался размерами запланированного галерейного портрета и характером позы. Однако вероятный портрет-прототип современным исследователям неизвестен. Возможно, Доу использовал рисунок (или авторскую литографию с него) К. К. Гампельна, датируемый около 1825 года; эта литография имеется в собрании Эрмитажа (бумага, 32 × 27 см, инвентарный № ЭРГ-18115); также в собрании Эрмитажа существует рисунок-копия работы неизвестного художника, снятый с работы Гампельна (бумага, акварель, белила, золотая краска, 30,5 × 25,5 см, инвентарный № ЭРР-512). А. А. Подмазо не исключает вероятности того, что Давыдов всё-таки сам позировал Доу в Москве, куда художник приезжал в 1826 году, и где они оба были свидетелями коронации императора Николая I и принимали участие в торжественных мероприятиях в честь этого события. Гонорар Доу был выплачен 24 декабря 1825 года и 15 января 1828 года. Готовый портрет был принят в Эрмитаж 21 января 1828 года. Поскольку предыдущая сдача готовых портретов в Эрмитаж состоялась 8 июля 1827 года, то галерейный портрет Давыдова можно считать исполненным между этими датами.
В 1840-е годы в мастерской И. П. Песоцкого по рисунку И. А. Клюквина с портрета была сделана литография, опубликованная в книге «Император Александр I и его сподвижники» и впоследствии неоднократно репродуцированная.

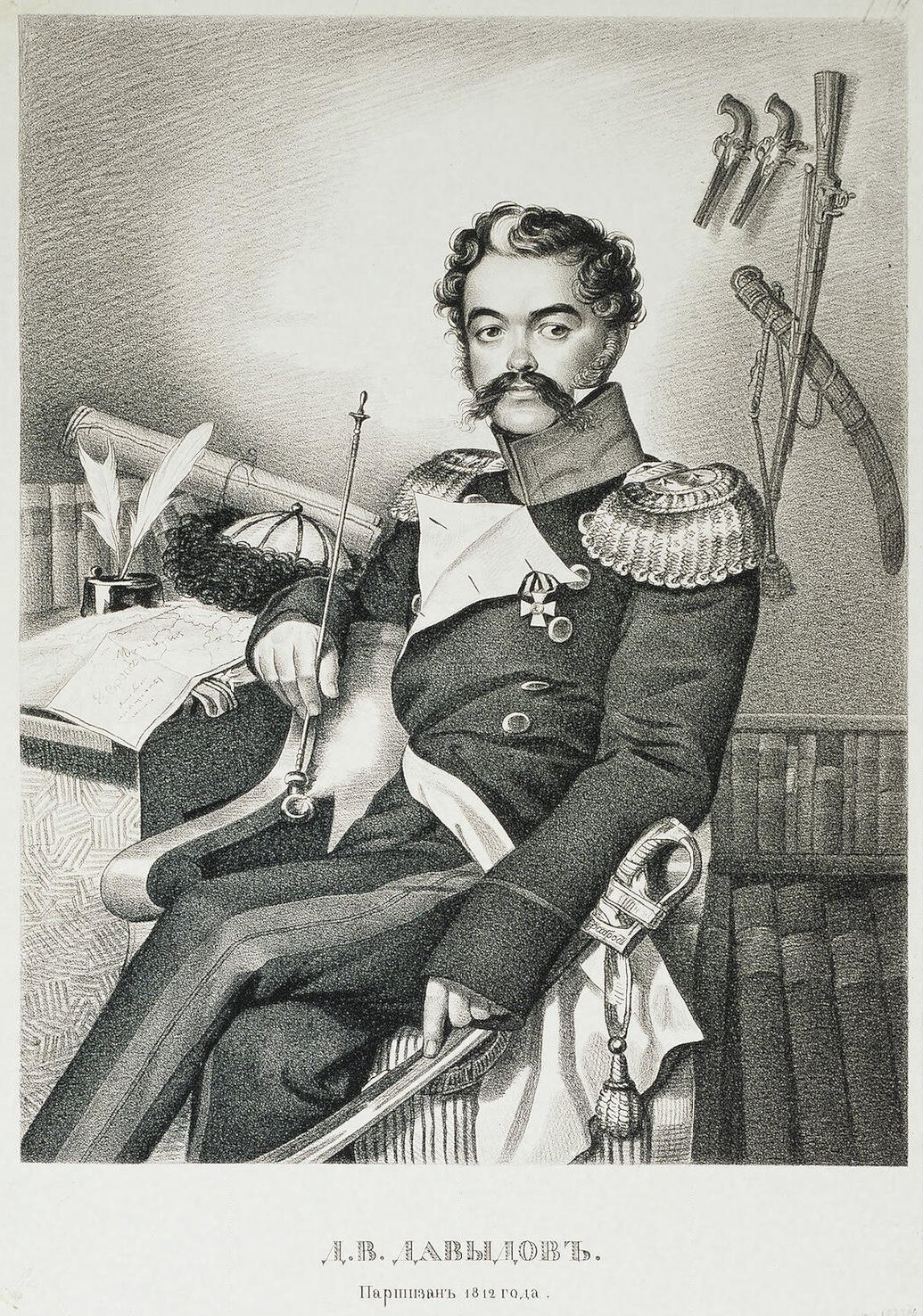
Литография К. К. Гампельна по собственному рисунку
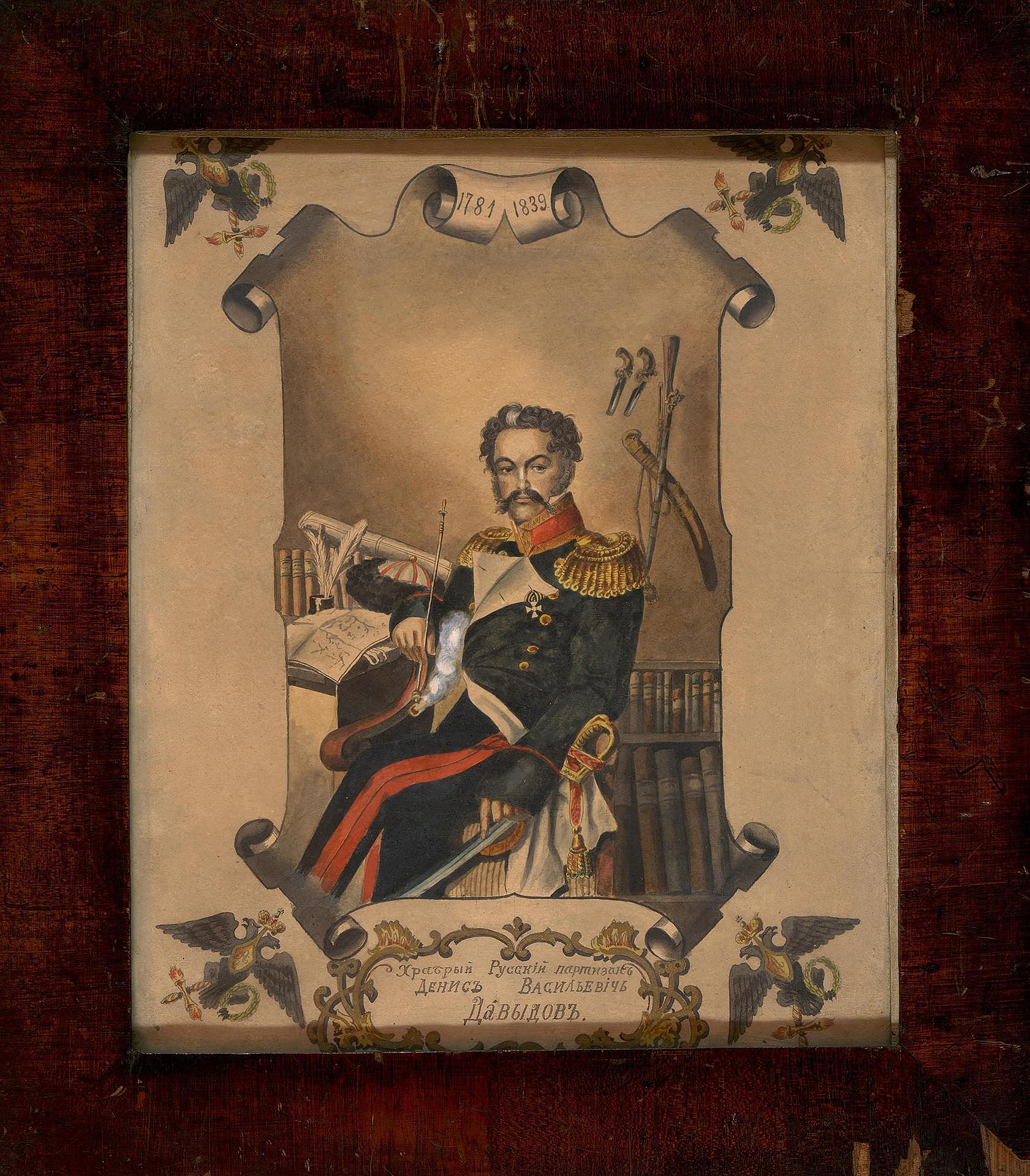
Рисунок неизвестного художника по литографии Гампельна